# Відпатч (Каліфорнія)
Відпатч (англ. Weedpatch) — переписна місцевість (CDP) в США, в окрузі Керн штату Каліфорнія. Населення — 2206 осіб (2020).

## Географія
Відпатч розташований за координатами 35°14′9″ пн. ш. 118°54′33″ зх. д. / 35.23583° пн. ш. 118.90917° зх. д. (35.235836, -118.909274).  За даними Бюро перепису населення США в 2010 році переписна місцевість мала площу 9,22 км², з яких 9,21 км² — суходіл та 0,01 км² — водойми.

## Демографія
Згідно з переписом 2010 року, у переписній місцевості мешкало 2658 осіб у 624 домогосподарствах у складі 530 родин. Густота населення становила 288 осіб/км².  Було 674 помешкання (73/км²).
Расовий склад населення:
| - 45,6 % — білих - 2,9 % — корінних американців - 0,5 % — азіатів - 0,3 % — чорних або афроамериканців - 46,5 % — осіб інших рас |

До двох чи більше рас належало 4,1 %. Частка іспаномовних становила 93,5 % від усіх жителів.
За віковим діапазоном населення розподілялося таким чином: 36,2 % — особи молодші 18 років, 58,6 % — особи у віці 18—64 років, 5,2 % — особи у віці 65 років та старші. Медіана віку мешканця становила 24,4 року. На 100 осіб жіночої статі у переписній місцевості припадало 116,4 чоловіків;  на 100 жінок у віці від 18 років та старших — 116,3 чоловіків також старших 18 років.
Середній дохід на одне домашнє господарство  становив 38 308 доларів США (медіана — 28 901), а середній дохід на одну сім'ю — 36 790 доларів (медіана — 28 654). Медіана доходів становила 22 011 долар для чоловіків та 17 153 долари для жінок. За межею бідності перебувало 42,8 % осіб, у тому числі 60,5 % дітей у віці до 18 років та 32,8 % осіб у віці 65 років та старших.
Цивільне працевлаштоване населення становило 877 осіб. Основні галузі зайнятості: сільське господарство, лісництво, риболовля — 53,8 %, освіта, охорона здоров'я та соціальна допомога — 9,2 %, мистецтво, розваги та відпочинок — 6,7 %, оптова торгівля — 5,8 %.